# Carol Bernan
 (juin 2025).
Carol Berman (21 septembre 1923 – 17 octobre 2023) était une femme politique américaine du Parti démocrate originaire de Lawrence, dans le comté de Nassau. Elle a siégé au Sénat de l'État de New York de 1979 à 1984. Berman s'est d'abord fait connaître pour ses efforts visant à empêcher l'atterrissage du Concorde et d'autres transport supersoniques à proximité de l'aéroport international John F. Kennedy.
Berman faisait partie de la direction de la « Emergency Coalition to Stop the SST », un groupe militant contre l'utilisation du Concorde à l'aéroport JFK, dont les approches des pistes survolaient sa maison à Lawrence. Les manifestants dirigés par Berman et d'autres groupes opposés au Concorde ont organisé une série de manifestations à l'aéroport Kennedy à partir de mai 1977, où jusqu'à 1 000 voitures circulaient sur la route principale de l'aéroport à l'heure de pointe de 18h, roulant à une vitesse de 5 à 10 miles par heure. En août 1978, Berman annonça que son groupe cherchait à collecter 100 000 $ pour financer une action en justice contre la Port Authority of New York and New Jersey et encouragea d'autres résidents à poursuivre l'autorité portuaire.
Berman fut assistante parlementaire dans les bureaux de l'Assemblée d'Eli Wager et du représentant Herbert Tenzer. Elle fut vice-présidente du Comité démocrate du comté de Nassau et déléguée pour Henry M. « Scoop » Jackson lors de la Convention nationale démocrate de 1976 (en) à New York. Elle est décédée le 17 octobre 2023, à l'âge de 100 ans.

## Historique électoral
Berman a été membre du Sénat de l'État de New York de 1979 à 1984, siégeant lors des 183e, 184e et 185e sessions législatives. Elle a été élue pour la première fois en novembre 1978 dans le 9e district, qui comprenait des parties du sud-ouest du comté de Nassau, notamment les communautés côtières de Point Lookout et Long Beach, ainsi que les Five Towns, avant de s'étendre vers le sud-est du Queens, incluant Rosedale, Springfield Gardens et South Jamaica, toutes situées autour de l'aéroport Kennedy. Le district était divisé à parts égales entre Queens et Nassau, contenait à peu près autant d'électeurs afro-américains que blancs, et possédait une forte majorité démocrate. The New York Times estimait en 1979 que « Berman pourrait faire carrière à vie dans ce siège sénatorial, puisque le district est majoritairement démocrate avec une importante population juive à Nassau et une importante population noire dans la partie du Queens ». Au Sénat, elle a siégé aux commissions des Sociétés et Autorités, des Transports, et était membre principal de la minorité à la commission du Commerce et du Développement économique.
En 1982, l'Assemblée républicaine d'un mandat républicain Dean Skelos abandonna son siège pour défier Berman. La répartition des districts suivant le recensement américain de 1980 modifia les frontières du 9e district sénatorial, qui incluait auparavant des parties du comté de Queens. Le nouveau district, dessiné par les républicains du Sénat, était désormais entièrement situé dans le comté de Nassau et favorisait les républicains, après que la portion du Queens eut été retirée pour satisfaire l'objectif des juges fédéraux de créer un district dans le sud-est du Queens qui élirait un Afro-Américain au Sénat. Skelos était soutenu par les partis républicain et conservateur. Berman, candidate des partis démocrate et libéral, remporta l'élection avec 6 108 voix d'avance (55 504 contre 49 396). Matthew Doyle, candidat du parti Right-to-Life, obtint 2 520 voix dans cette course à trois. La victoire de Berman face au bien financé Skelos fit d'elle la seule démocrate élue à l’un des huit sièges du Sénat d'État dans les comtés de Nassau et Suffolk. Berman engagea une action en justice de 6 millions de dollars contre Skelos devant la Cour suprême de Nassau, l'accusant d'avoir diffusé une littérature électorale qui déformait ses positions sur l’utilisation du langage clair dans les polices d’assurance et sur le transport scolaire intercomté.
En 1984, Skelos défia à nouveau Berman. Cette fois, Skelos, qui fit venir le président Ronald Reagan dans le district pour faire campagne en sa faveur, battit Berman lors d’un duel à deux,. Berman défia Skelos une troisième fois lors de l’élection sénatoriale de 1986. Skelos, candidat des partis républicain et conservateur, battit à nouveau la candidate démocrate-libérale Berman lors d’une course à trois,.

## Accident lié à l'écart sur le Long Island Railroad
En septembre 2006, Berman fit la une des médias lorsqu'elle se cassa la cheville en tombant dans un écart de 10 pouces entre un train du Long Island Rail Road et le quai de la station Lawrence du LIRR. Le mois suivant, après avoir pris connaissance du décès d'un adolescent du Minnesota causé par une chute dans un écart similaire en août 2006, ainsi que d'une ancienne Rockette (en) paralysée après une chute en 2004, elle déposa une réclamation d'un million de dollars contre le Long Island Railroad et la Metropolitan Transportation Authority. Le procès fut réglé en janvier 2009 pour un montant de 150 000 dollars.